# Toussieu
Toussieu – miejscowość i gmina we Francji, w regionie Owernia-Rodan-Alpy, w departamencie Rodan.
Według danych na rok 1999 gminę zamieszkiwało 2019 osób, a gęstość zaludnienia wynosiła 402 osoby/km² (wśród 2880 gmin regionu Rodan-Alpy Toussieu plasuje się na 518. miejscu pod względem liczby ludności, natomiast pod względem powierzchni na miejscu 1513.).